# Споменик на месту погибије Исе Секицког у близини Куле
Покрајински комитет Партије и Главни штаб Војводине 11. августа 1943. формира Трећи бачко–барањски одред у Широком Долу на Фрушкој гори, са 16 бораца претежно из Бачке. Одред је пребачен у окупирану Бачку и подељен у пет група где је вршио разне диверзантске акције од сечења жица, паљења кудељаре, убијање жандарма и полицајаца, минирање пруга, итд.

## Диверзија на прузи Нови Сад - Суботица
У ноћи између 16. и 17. септембра 1943. године, диверзантска група у којој су се налазили Иса Секицки - Сима, Славко Пајић - Страша, Марко Тошић - Шваба, Новак Пејић - Нова, Гојко Букинац - Кара дигла је у ваздух један теретни воз на прузи Нови Сад–Суботица пред Новим Врбасом. Том приликом оштећена је локомотива и два вагона, a саобраћај је обустављен.
Ова диверзантска група није могла да се склони у Врбас због ситуације настале услед августовских хапшења. Због тога су се склонили на један салаш на бајшанском путу, у кулском атару.
Пронађени су 23. септембра и, у оружаној борби, Иса Секицки је убијен држећи одступницу друговима. На месту његове погибије на бајашком путу код Куле 1973. године подигнут је споменик.

## Галерија
- Иса Секицки
- Гроб Исе Секицког
- Бајшански пут у кулском атару
- Натпис на споменику